# Benediktinerordenen
Benediktinerordenen, Ordo Sancti Benedicti, O.S.B., er en munkeorden stiftet af den hellige Benedikt af Nurcia (Nursia, i dag Norcia) i året 529 på Monte Cassino, Italien.
Munkenes vigtigste opgave er den fælles tidebøn og dernæst arbejdet; Deres motto er Ora et labora – Bed og arbejd.
De skulle efter Benedikts regel forpligte sig til 
- Fast opholdssted
- Fattigdom og cølibat
- Lydighed

Ansgar, der indførte kristendommen i Danmark, var selv benediktiner, og der har været ca. 35 benediktinske munke- eller nonneklostre i Danmark.
Voer Kloster ved Mossø menes at have været det ældste.